# Fredric Brown
Fredric Brown (Cincinnati, 29 oktober 1906 – Tucson, 11 maart 1972) was een Amerikaans schrijver van sciencefictionromans en detectiveverhalen. Brown werd met name bekend met zijn korte verhalen, vaak niet meer dan 1000 woorden, soms zelfs niet meer dan 500. Zijn kortste verhaal uit de bundel Space on my hands (1953) gaat als volgt: 
"De laatste man op aarde zat alleen in zijn kamer. Plotseling werd er op de deur geklopt..."

## Biografie
Fredric William Brown werd in 1906 geboren in Cincinnati in Ohio. Hij werd al jong wees, zijn moeder overleed toen hij veertien was, zijn vader een jaar later. Het vroege overlijden van zijn ouders droeg bij tot het atheïsme dat Brown zijn leven lang aanhing. Hij volgde de avondschool aan de Universiteit van Cincinnati waar hij Engels en geschiedenis studeerde. Zijn studie duurde slechts een jaar waarna Brown allerlei baantjes had van bordenwasser tot detective. Brown had talent voor schrijven en in 1936 begon hij columns te leveren aan The American Printer. In 1938 verscheen zijn eerste detectiveverhaal The Moon for a Nickel in Detective Story. Omdat het schrijven nog niet genoeg opbracht werkte hij een tijdje voor de Santa Fe Railroad, terwijl hij in de avonduren detective- en SF verhalen bleef schrijven voor allerlei tijdschriften. In de Tweede Wereldoorlog meldde hij zich vrijwillig voor het leger, maar werd afgekeurd. In 1946 verscheen zijn eerste SF-roman What Mad Universe. Zijn gezondheid was altijd al slecht en verergerde meer en meer. Hij had last van allerlei allergieën en astma. Begin jaren zestig ging het zo snel bergafwaarts, zeker toen hij meer ging drinken, dat hij niet meer in staat was te schrijven. Zijn laatste verhaal (in samenwerking met Carl Onspaugh), Eine Kleine Nachtmusik verscheen in 1965. Hij overleed op 11 maart 1972.

## Stijl
Brown was een meester in het vinden van plots voor verhalen. Hij kon naar een buschauffeur kijken of naar een vrouw die een straat overstak en dan een verhaal bedenken over wat er met deze personen zou gebeuren als bijvoorbeeld de wereld vergaat of een marsbewoner landt. Omdat Brown zowel detective- als SF-verhalen schreef, kon hij gemakkelijk plots uit detectiveverhalen verplaatsen naar SF en omgekeerd. Voorbeelden daarvan zijn de zogenaamde Nightmare stories. In een van die verhalen vermoordt een man zijn vrouw op een specifiek tijdstip. De moord moet echt op dat tijdstip plaatsvinden vanwege de dwangneurose van de moordenaar. Omdat zijn vrouw door haar gedrag het vertrek op het feestje waar ze zijn geweest uitstelt, kan hij haar niet in de auto vermoorden zoals gepland. Dus doodt hij haar op de stoep voor hun huis. Als hij even later met het lijk in zijn armen over de drempel stapt, klinkt om hem heen gejuich. Zijn kennissen hebben een verrassingsfeestje voorbereid. Veel van zijn verhalen spelen met het thema van de geest en de realiteit, wat is waar en wat is onze verbeelding? Een van Browns meest bekende verhalen is Arena uit 1944 over een aardbewoner die tegen een bewoner van een andere planeet moet vechten ter vermaak van een groep 'superieure' wezens. Het verhaal werd diverse malen bewerkt voor televisie, de eerste keer voor de originele Star Trek-serie. Humor was een andere belangrijk stijlkenmerk van Brown. In zijn roman Martians Go Home bijvoorbeeld spot hij met het genre van Marsbewoners die de aarde willen veroveren. In Browns boek zijn de Martianen echt kleine groene mannetjes en zijn ze ook nog eens hinderlijk brutaal, grof gebekt (ze hebben Engels geleerd door de tv-programma's te bestuderen) en regelrechte hufters.

## Bundels met Nederlandse vertalingen van korte verhalen
- 1999 was me 't jaartje wel
- Huwelijksexperiment op de maan
- Hé, wat doen die sterren raar
- Nooit gebeurd